# Nova Volea, Stara Vîjivka
Nova Volea (în ucraineană Нова Воля) este un sat în comuna Serehovîci din raionul Stara Vîjivka, regiunea Volînia, Ucraina.

## Demografie
Componența lingvistică a localității Nova Volea
     Ucraineană (98,11%)
     Rusă (1,89%)
Conform recensământului din 2001, majoritatea populației localității Nova Volea era vorbitoare de ucraineană (98,11%), existând în minoritate și vorbitori de rusă (1,89%).